# 塞纳河畔热罗姆港
塞纳河畔热罗姆港（法語：Port-Jérôme-sur-Seine，法語發音：[pɔʁ ʒeʁom syʁ sɛn]）是法国滨海塞纳省的一个市镇，属于勒阿弗尔区。该市镇于2016年1月1日由原市镇格拉旺雄圣母镇、欧贝维尔拉康帕涅、图夫勒维尔-拉卡布勒和特里凯维尔合并而成，行政中心位于格拉旺雄圣母镇。

## 地名
塞纳河（Seine）是流经该地一条河流，其为法国第二大河。热罗姆港（port Jérôme）是该地的港口，建于1861年，为纪念拿破仑一世皇帝的弟弟热罗姆·波拿巴而以其命名。

## 地理
塞纳河畔热罗姆港（49°29'24"N, 0°34'19"E）面积30.5 平方千米，位于法国诺曼底大区滨海塞纳省，该省份为法国北部沿海省份，其西部及北部濒大西洋英吉利海峡，东起顺时针与索姆省、瓦兹省、厄尔省和卡爾瓦多斯省接壤。
与塞纳河畔热罗姆港接壤的市镇（或旧市镇、城区）包括：塞纳河畔基耶伯夫、圣欧班叙基耶伯夫、利勒博讷、珀蒂维尔、里沃昂塞纳、格朗康、兰托、特里凯维尔、图夫勒维尔-拉卡布勒。
塞纳河畔热罗姆港的时区为UTC+01:00、UTC+02:00（夏令时）。

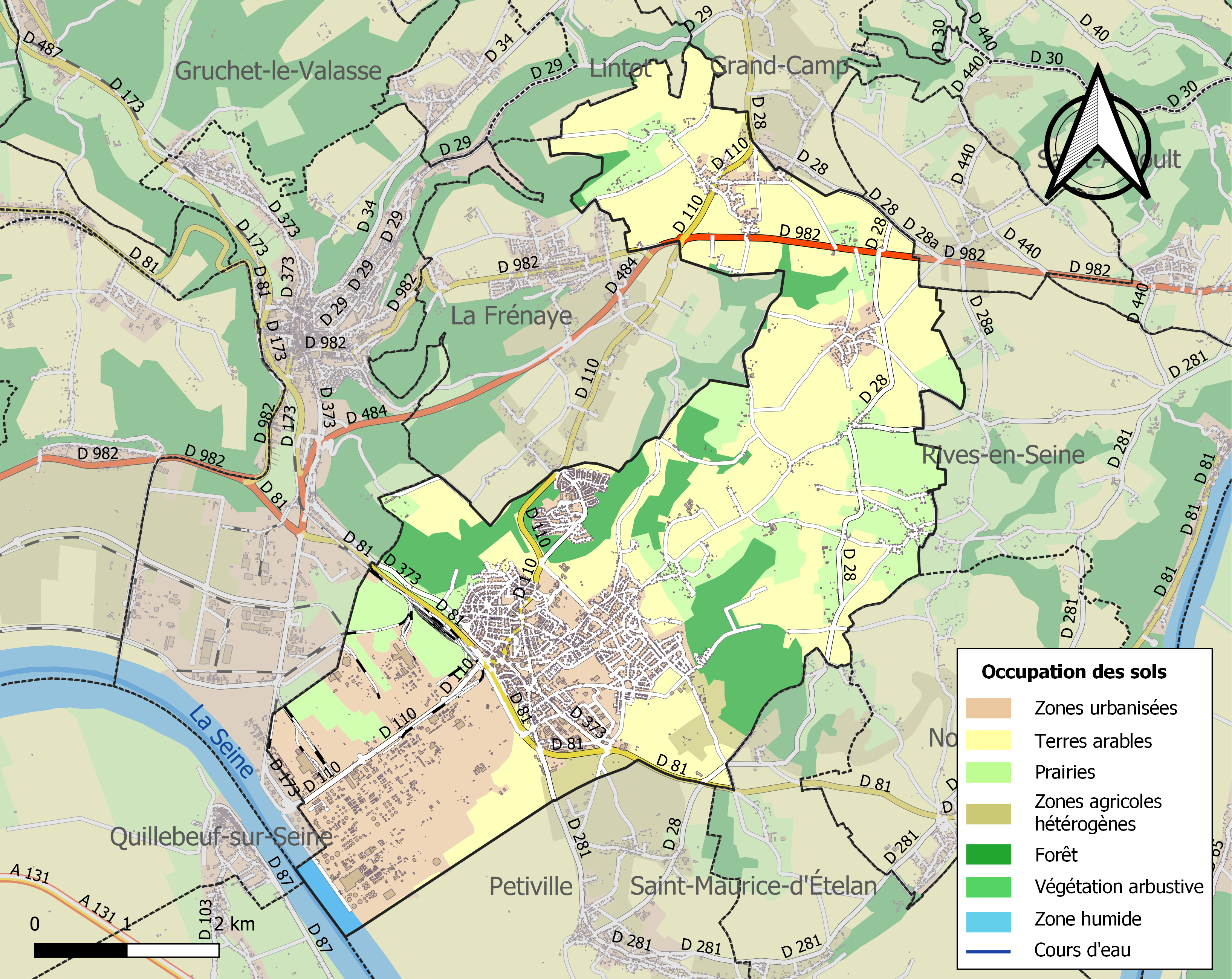
塞纳河畔热罗姆港的OSM定位图

## 行政
塞纳河畔热罗姆港的邮政编码为76170、76330，INSEE市镇编码为76476。

## 政治
塞纳河畔热罗姆港所属的省级选区为塞纳河畔热罗姆港县。

## 人口
塞纳河畔热罗姆港于2022年1月1日时的人口数量为10392人。